# Шпажник болотный
Шпа́жник боло́тный, или Гладиолус болотный (лат. Gladīolus palūstris) — вид рода Шпажник семейства Ирисовые.

## Ботаническое описание

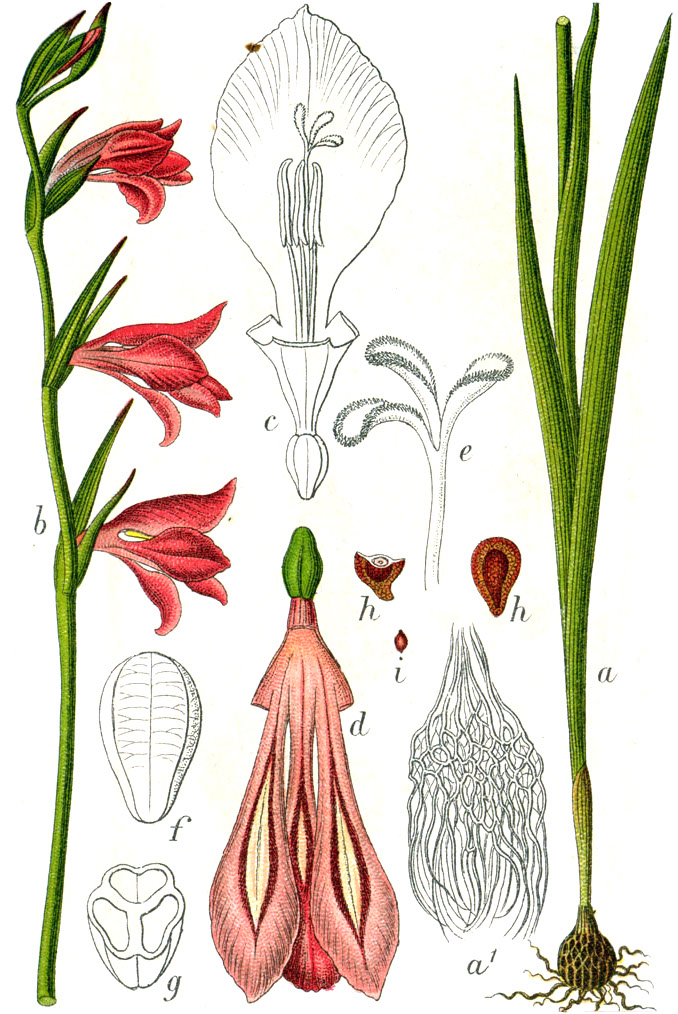

Многолетнее травянистое растение высотой 30-60 см, имеющее яйцевидный клубень.
Соцветие — колос. Цветки розоватые или ярко-розовые. Цветёт с мая по июнь.
Плод — сухая коробочка.

## Распространение и среда обитания
На территории России вид, возможно, исчез. За её рубежом произрастает в Центральной и Южной Европе.
Произрастает на болотах и сырых лугах.

## Охранный статус
Возможно, исчезнувший вид. Занесён в Красную книгу РФ. Лимитирующие факторы исчезновения не изучены. Скорее всего, лимитирующами факторами являлись нарушение гидрологического режима в местах исчезновения вида и сбор цветущих растений в декоративных целях.